# Christian Marclay

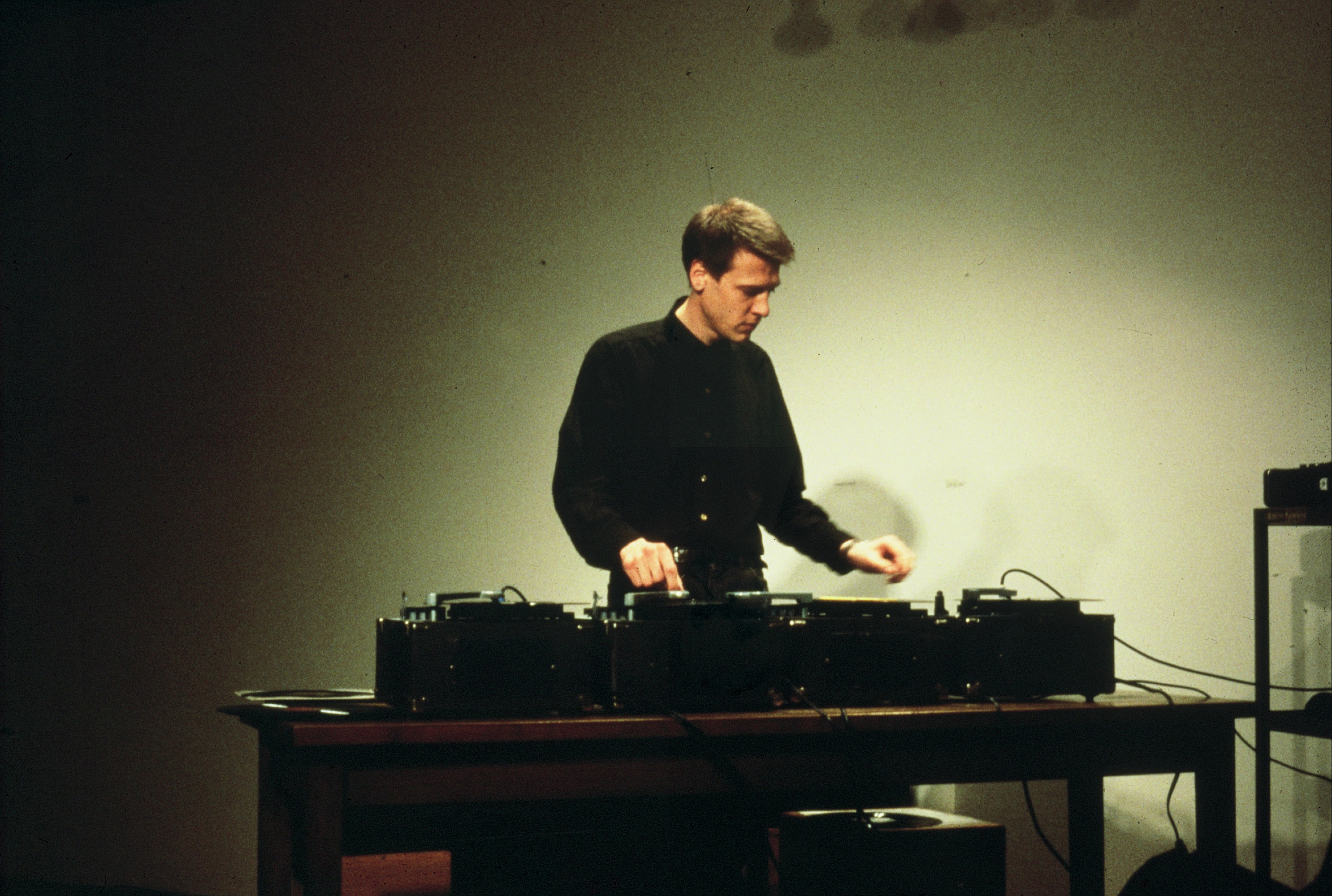
Christian Marclay.

Christian Marclay es un artista visual y compositor suizo radicado en Nueva York, que explora los patrones de lenguaje que conecta el sonido, la fotografía, el video y el cine.
Marclay utiliza discos de vinilo y giradiscos para sus performances, tanto solo como en colaboración con músicos como John Zorn, William Hooker, Otomo Yoshihide, Butch Morris y otros. Considerado como «una de las figuras más influyentes desde fuera del hip hop», Marclay manipula y rompe vinilos para producir loops continuos y brincos y, como dice él, prefiere utilizar sonidos procedentes de discos comprados en mercados de pulgas.

## Exposiciones
- Replay. 2007. Domus Artium 2002, Salamanca (España).
- Christian Marclay. 1999. Paula Cooper Gallery, Nueva York.
- Pictures at an Exhibition. 1997. Whitney Museum of American Art en Philip Morris, New York (folleto).
- Arranged and Conducted. Kunsthaus, Zúrich (catálogo).
- Accompagnement Musical. 1995 Musée d'Art et d'Histoire, Ginebra.
- Christian Marclay. 1994. daadgalerie, Berlín, Alemania; Fri-Art Centre d'art contemporain Kunsthalle, Friburgo (catálogo).
- Christian Marclay. 1993. Margo Leavin Gallery, Los Ángeles.
- The Wind Section. 1992. Galerie Jennifer Flay, París.
- Christian Marclay. 1991. Interim Art, Londres.
- Directions: Christian Marclay. 1990. Hirshhorn Museum & Sculpture Garden, Smithsonian Institution, Washington, D.C. (folleto).
- Christian Marclay. 1987. The Clocktower, P.S. 1 Museum, Nueva York.